# Echiniscus reymondi
Echiniscus reymondi är en djurart som tillhör fylumet trögkrypare, och som beskrevs av Ernst Marcus 1928. Echiniscus reymondi ingår i släktet Echiniscus och familjen Echiniscidae. Inga underarter finns listade i Catalogue of Life.